# Supercoupe de Russie de football 2016
La Supercoupe de Russie de 2016 est la quatorzième édition de la Supercoupe de Russie. Ce match de football a lieu le 23 juillet 2016 au stade Lokomotiv de Moscou, en Russie.
Elle oppose l'équipe du CSKA Moscou, championne de Russie en 2015-2016, à celle du Zénith Saint-Pétersbourg, vainqueur de la Coupe de Russie 2015-2016 et tenante du titre de la supercoupe. C'est la deuxième fois que les deux équipes se rencontrent dans la compétition, la première confrontation, alors remportée par le Zénith, ayant eu lieu en 2011.
Les règles du match sont les suivantes : la durée de la rencontre est de 90 minutes divisée en deux mi-temps de 45 minutes ; en cas de match nul à l'issue de ce temps réglementaire, deux mi-temps de prolongation d'une durée d'un quart d'heure chacune sont jouées suivi d'une séance de tirs au but si l'égalité persiste à l'issue de la prolongation. Trois remplacements sont autorisés pour chaque équipe.
La première mi-temps voit les Pétersbourgeois prendre l'avantage à la vingt-deuxième minute de jeu par l'intermédiaire Maurício. Au terme d'une rencontre serrée, le score n'évolue pas par la suite et le Zénith l'emporte sur le score d'un but à zéro. Il s'agît du quatrième sacre du club dans la compétition, le deuxième d'affilée.

## Feuille de match
| ·               |                      |     |
| Titulaires :    |                      |     |
|                 |                      |     |
| 35              | Igor Akinfeïev       |     |
| 6               | Alexeï Bérézoutski   |     |
| 4               | Sergueï Ignachevitch |     |
| 42              | Georgi Schennikov    |     |
| 2               | Mário Fernandes      |     |
| 11              | Alekseï Ionov        | 75e |
| 66              | Bibras Natkho        |     |
| 7               | Zoran Tošić          | 63e |
| 25              | Roman Eremenko       |     |
| 3               | Pontus Wernbloom     |     |
| 9               | Lacina Traoré        | 78e |
|                 |                      |     |
| Remplaçants :   |                      |     |
| 17              | Aleksandr Golovine   | 63e |
| 8               | Georgi Milanov       | 75e |
| 23              | Carlos Strandberg    | 78e |
|                 |                      |     |
| Entraîneur :    |                      |     |
| Leonid Sloutski |                      |     |

| ·              |                    |     |
| Titulaires :   |                    |     |
|                |                    |     |
| 1              | Iouri Lodyguine    |     |
| 4              | Domenico Criscito  |     |
| 24             | Ezequiel Garay     |     |
| 13             | Luís Neto          |     |
| 19             | Igor Smolnikov     |     |
| 14             | Artur Ioussoupov   | 80e |
| 17             | Oleg Chatov        |     |
| 21             | Javi García        |     |
| 8              | Maurício           |     |
| 9              | Aleksandr Kokorine | 67e |
| 22             | Artyom Dziouba     | 67e |
|                |                    |     |
| Remplaçants :  |                    |     |
| 81             | Iouri Jirkov       | 67e |
| 11             | Aleksandr Kerjakov | 67e |
| 77             | Luka Đorđević      | 80e |
|                |                    |     |
| Entraîneur :   |                    |     |
| Mircea Lucescu |                    |     |

| ·               |                      |     |
| Titulaires :    |                      |     |
|                 |                      |     |
| 35              | Igor Akinfeïev       |     |
| 6               | Alexeï Bérézoutski   |     |
| 4               | Sergueï Ignachevitch |     |
| 42              | Georgi Schennikov    |     |
| 2               | Mário Fernandes      |     |
| 11              | Alekseï Ionov        | 75e |
| 66              | Bibras Natkho        |     |
| 7               | Zoran Tošić          | 63e |
| 25              | Roman Eremenko       |     |
| 3               | Pontus Wernbloom     |     |
| 9               | Lacina Traoré        | 78e |
|                 |                      |     |
| Remplaçants :   |                      |     |
| 17              | Aleksandr Golovine   | 63e |
| 8               | Georgi Milanov       | 75e |
| 23              | Carlos Strandberg    | 78e |
|                 |                      |     |
| Entraîneur :    |                      |     |
| Leonid Sloutski |                      |     |

| ·              |                    |     |
| Titulaires :   |                    |     |
|                |                    |     |
| 1              | Iouri Lodyguine    |     |
| 4              | Domenico Criscito  |     |
| 24             | Ezequiel Garay     |     |
| 13             | Luís Neto          |     |
| 19             | Igor Smolnikov     |     |
| 14             | Artur Ioussoupov   | 80e |
| 17             | Oleg Chatov        |     |
| 21             | Javi García        |     |
| 8              | Maurício           |     |
| 9              | Aleksandr Kokorine | 67e |
| 22             | Artyom Dziouba     | 67e |
|                |                    |     |
| Remplaçants :  |                    |     |
| 81             | Iouri Jirkov       | 67e |
| 11             | Aleksandr Kerjakov | 67e |
| 77             | Luka Đorđević      | 80e |
|                |                    |     |
| Entraîneur :   |                    |     |
| Mircea Lucescu |                    |     |

### Statistiques
| Statistique    | CSKA | Zénith |
| -------------- | ---- | ------ |
| Buts marqués   | 0    | 1      |
| Tirs           | 9    | 6      |
| Tirs cadrés    | 3    | 5      |
| Possession     | 49%  | 51%    |
| Corners        | 4    | 3      |
| Fautes         | 17   | 8      |
| Hors-jeux      | 3    | 1      |
| Cartons jaunes | 3    | 4      |
| Cartons rouges | 0    | 0      |